# Distrito de Sahibganj
Sahibganj (en hindi; साहिबगंज जिला) es un distrito de la India en el estado de Jharkhand. Código ISO: IN.JK.SA.
Comprende una superficie de 1 599 km².
El centro administrativo es la ciudad de Sahibganj.

## Demografía
Según censo 2011 contaba con una población total de 1 150 038 habitantes, de los cuales 559 648 eran mujeres y 590 390 varones.